# Victor Feneșiu
Victor Feneșiu (n. 1890, Făget – d. 1952,  Valea Neagră, azi Lumina) a fost un deputat în Marea Adunare Națională de la Alba Iulia, organismul legislativ reprezentativ al „tuturor românilor din Transilvania, Banat și Țara Ungurească”, cel care a adoptat hotărârea privind Unirea Transilvaniei cu România, la 1 decembrie 1918.:p. 77

## Biografie
Victor Feneșiu a urmat studiile la Școala Superioară de Comerț, devenind mai târziu comerciant funcție din care va sprjini acțiunile culturale ale corului Doina și contribuie material la apariția ziarului Tribuna. Între anii 1926-1928 ocupă funcția de primar în Făget iar în anul 1928 fondează Societatea Anonimă Comunală de Electricitate, realizând electrificarea comunei. Sfârșitul i-a survenit în data de 30 decembrie 1952 în comuna Lumina din Valea Neagră, timp în care a fost deportat politic.

## Activitatea politică
Victor Feneșiu a participat la Marea Adunare Națională de la Alba Iulia ca delegat titular al Cercului electoral Făget-Birchiș, județul Caraș-Severin, fiind numit  senator de Severin între anii 1933-1937.
.:p. 151